# The Go-Betweens
The Go-Betweens war eine der in der Independent-Musik international einflussreichsten australischen Pop-Bands. Gegründet wurde sie 1977 in Brisbane von Robert Forster (Gitarre, Gesang) und Grant McLennan (Gitarre, Gesang). Nach dem Tod McLennans im Jahre 2006 löste sich die Band auf.

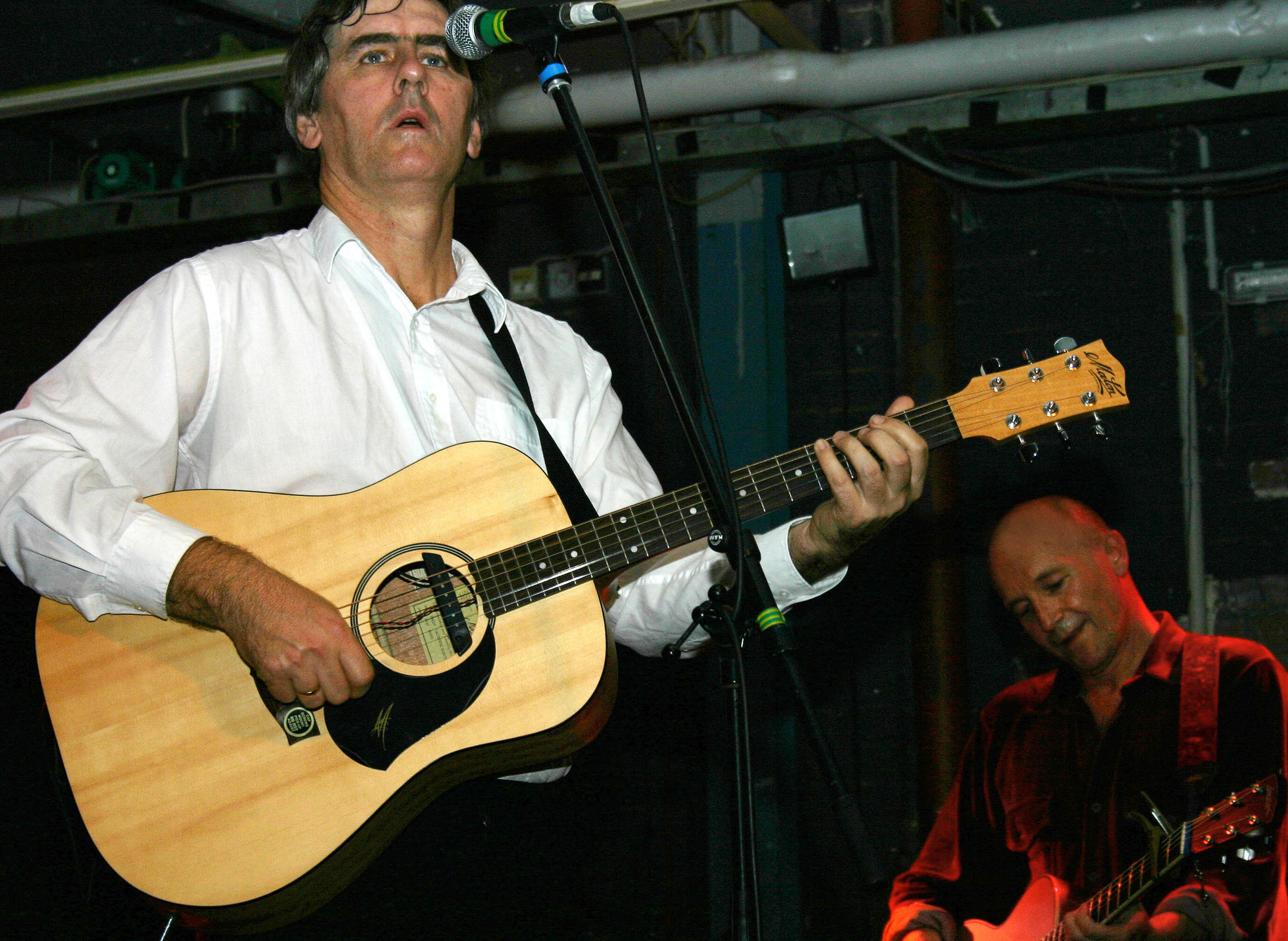
Die Go-Betweens 2005: Robert Forster und Grant McLennan (im Hintergrund)

## Musik
Die Go-Betweens vereinen von der Ästhetik des Punk und New Wave geprägte Popmusik mit Folk. Ihre Texte sind poetische Betrachtungen des Alltags und zwischenmenschlicher Beziehungen, die oft autobiografischen Charakter oder Bezüge zu Filmen und Büchern haben. Forster verehrt beispielsweise den Dichter Paul Bowles und vertonte für den Bayerischen Rundfunk ein Hörspiel zu Jack Kerouacs Roman On the Road (Unterwegs). Auch der Bandname ist bereits eine Anspielung auf den Roman The Go-Between von L. P. Hartley. Die Songs werden dem Autorenteam Forster/McLennan zugeschrieben, wobei jeder der beiden eigene Songs schreibt, die auf den Alben und auf der Bühne gleichwertig behandelt werden.

## Biografie

### Der Anfang
Der damals 20-jährige Forster lernte McLennan an der University of Queensland kennen. Sie entdeckten ein gemeinsames Interesse für Filme, Bücher sowie US-amerikanische und britische Punk- und New-Wave-Bands. Forster spielte leidlich Gitarre und regte McLennan an, Bass spielen zu lernen. Ihnen gesellte sich bald Lindy Morrison (Schlagzeug) hinzu. Später vervollständigten Amanda Brown (Geige) und Robert Vickers (Bass) die Band.
Die Musiker beschrieben in Interviews das Klima in Brisbane, das damals in Australien den Ruf der Provinz hatte, als politisch rechts-konservativ. Forster und McLennan waren Außenseiter, weil sie andere Wertvorstellungen hatten. Sie stellten auch das traditionelle Konzept von Männlichkeit in Frage, indem sie Sanftheit, Sensibilität und Emotionalität mit Heterosexualität verbanden (siehe Straight-Queer Masculinities). Forster pflegt bis heute ein Dandy-Image und spielt mit Geschlechterstereotypen. Auf einer USA-Tour Ende der 1980er trug er, auch aus Verärgerung über das Unverständnis seiner Plattenfirma für das Konzept der Band, bei einer Show sogar ein Kleid. Das Publikum, das vorrangig aus PR-Leuten bestand, fand das wenig amüsant.
1978 nahmen die Go-Betweens auf dem kleinen Able Label die erste Single Lee Remick/Karen auf. Nach einer weiteren Single wurde das kleine britische Label Postcard Records auf sie aufmerksam, das ihre Single I Need Two Heads veröffentlichte. 1981 erschien ihr Debütalbum Send Me a Lullaby auf dem australischen Label Missing Link. Daraufhin bekamen sie einen Vertrag bei dem renommierten britischen Independent-Label Rough Trade Records, was die Band veranlasste, nach England zu gehen. Seitdem pendelten sie häufig zwischen Europa, vor allem Großbritannien, und dem heimatlichen Australien.

### Die 1980er – Underground-Stars
Trotz der Qualität und der poppigen Eingängigkeit ihrer Songs, die mit den Smiths und R.E.M. verglichen wurden, blieben sie immer die nur potentiellen Anwärter auf einen Chart-Hit – der kommerzielle Erfolg blieb aus. Dies lag zum Teil daran, dass die Band Pech mit der Wahl ihrer Plattenlabels hatte. Der europäische Zweig des Labels Beserkley, welches ihnen ihren ersten Vertrag außerhalb Australiens anbot, ging vor der Unterzeichnung pleite und mit ihm verschwanden die Masterbänder der ersten Songs. Ihr erstes Major-Label Sire hielt das Album Spring Hill Fair (1984) für nicht veröffentlichungswürdig für den nordamerikanischen Markt. Der europäische Zweig des Majors Epic, für das die Band ihr darauffolgendes Album produzierte, löste sich während der Aufnahmen auf. Anderen Plattenfirmen, die sie vertraten, fehlte nach Forsters Einschätzung oft ein Interesse an ihrer Musik und ein Verständnis für das, was die Band will.
So blieben die Go-Betweens Kritikerlieblinge und erarbeiteten sich über die Jahre unter den Fans einen Kultstatus. Die Band tourte häufig in Australien, Nordamerika und Europa. Der britische Radio-DJ John Peel spielte ihre Musik in seinen Sendungen und nahm mehrere seiner berühmten Sessions mit ihnen auf. Die Band konnten kleine Hits wie Cattle and Cane (1983), The House That Jack Kerouac Built (1987) und Streets of Your Town (1988) verbuchen, von denen jedoch nur Letzteres überhaupt in die Top 100 kam. Retrospektiv wurde Karen, die B-Seite ihrer ersten Single, zu einem kleinen Kulthit. Auch wenn unter Fans die LPs Spring Hill Fair und Liberty Belle And The Black Diamond Express (1986) als ihre besten Veröffentlichungen betrachtet werden, war das Album 16 Lovers Lane (1988) ihr erfolgreichstes. Trotzdem lösten Forster and McLennan die Go-Betweens im Dezember 1989 ohne vorherige Absprache mit den anderen Musikern auf. Vickers hatte die Band bereits 1987 verlassen und war durch John Willsteed ersetzt worden. Lindy Morrison spielte u. a. live in der Band von Nikki Sudden, da er „gerne mit Australiern zusammenarbeitet“.

### Die 1990er – Solowege
Forster, der ab 1990 mehrere Jahre mit seiner derzeitigen Ehefrau Karin Bäumler-Forster bei Regensburg in Bayern lebte, und McLennan veröffentlichten Soloalben, blieben aber freundschaftlich verbunden. Ihre jeweiligen Solokarrieren erwiesen sich als nicht besonders erfolgreich. Immer wieder spielten sie auch gemeinsam, aber nicht unter dem Namen Go-Betweens. Nachdem das französische Musikmagazin Les Inrockuptibles ihnen 1996 als „Most under-rated band in the history of Rock“ eine ganze Ausgabe gewidmet und sie zu einem einmaligen Live-Auftritt nach Paris geladen hatte, der zu einem großen Erfolg wurde, gingen sie ab 1997 wieder gemeinsam auf Tour, allerdings nicht unter dem Band-Namen. Ihre Popularität in Independent-Kreisen wurde durch eine Wiederveröffentlichung ihrer Alben 1996 auf dem Label Beggars Banquet noch gesteigert. Auch Lindy Morrison und Amanda Brown veröffentlichten als Cleopatra Wong in den frühen 1990er Jahren zwei EPs.

### Die 2000er – Reunion und Ende
Im Jahr 2000 reformierten Forster und McLennan die Band offiziell und begannen mit neuen Aufnahmen. Morrison und Brown waren aufgrund der Umstände der Auflösung noch verstimmt und verweigerten eine erneute Zusammenarbeit. Stattdessen sprangen beim Comebackalbum The Friends of Rachel Worth, das in nur 14 Tagen in Portland, Oregon (USA) aufgenommen wurde, die Mitglieder der Band Sleater-Kinney ein. Es erschien in Europa (außer England) auf dem aufgrund des EFA-Konkurses nicht mehr existenten Label clearspot und in den USA auf dem Jetset-Label ihres inzwischen in New York lebenden ehemaligen Bassisten Robert Vickers. Das letzte Album Oceans Apart erschien in Europa (außer England) bei tuition, einem zunächst für das neue Release der Go-Betweens neu gegründeten Label der Schott Music & Media in Mainz. Die Idee des Labelnamens kam von Grant McLennan. Die letzte Besetzung der Go-Betweens (2005) bestand aus Forster, McLennan, Adele Pickvance (Bass) und Glenn Thompson (Drums).
Grant McLennan wurde am 6. Mai 2006 im Alter von 48 Jahren tot in seinem Haus in Brisbane aufgefunden. Er starb vermutlich an einem Herzinfarkt. Wenige Tage später erklärte Robert Forster die Band für aufgelöst.
2016 veröffentlichte Robert Forster seine Memoiren unter dem Titel Grant & I im Verlag Penguin Books. Das Buch erzählt die Geschichte der Go-Betweens und erschien 2017 unter dem Titel Grant & ich in deutscher Übersetzung beim Heyne Verlag.

## Diskografie

### Alben

#### Studio-Alben
- Send Me a Lullaby (1981)
- Before Hollywood (1983)
- Spring Hill Fair (1984)
- Liberty Belle and the Black Diamond Express (1986)
- Tallulah (1987)
- 16 Lovers Lane (1988)
- The Friends of Rachel Worth (2000)
- Bright Yellow Bright Orange (2003)
- Oceans Apart (2005)

Von den sechs Alben aus der ersten Bandphase (1981–1986) erschienen 1996–1999 sog. „Expanded Editions“ als Doppel-CDs. Die jeweils zweite CD enthält Single-Versionen, nicht auf CD erschienene B-Seiten und Demo-Versionen.

#### Compilations
- 1978 to 1990 (1990)
- 78 ’til 79: The Lost Album (1999)
- Bellavista Terrace: Best of The Go-Betweens (1999)

#### Live
- Live on SNAP with Deirdre O’Donaghue (1999)
- Live in London (2005)
- That Striped Sunlight Sound (2006)

### Non-Album Singles
- Lee Remick/Karen (Able Label, 1978)
- People Say/Don’t Let Him Come Back (Able Label, 1979)
- I Need Two Heads/Stop Before You Say It (Missing Link/Postcard, 1980)

## Sonstiges
In der 4. Staffel der US-amerikanischen TV-Serie 24 heißt ein Unternehmen McLennan-Forster. Der Produzent und Autor der Serie Evan Katz wollte durch diese Namensnennung seine Verbundenheit zu den Go-Betweens zum Ausdruck bringen.
In Brisbane wurde am 5. Juli 2010 die Go Between Bridge über den Brisbane River eröffnet. Vorausgegangen war ein öffentlicher Wettbewerb, bei dem über eine Website unter insgesamt elf Vorschlägen zur Benennung der Brücke abgestimmt werden konnte. Eine inoffizielle Brückentaufe erfolgte bereits am 25. Juni 2010 durch ein Benefiz-Konzert, bei dem auch Robert Forster auftrat.
In dem französischen Film Amanda/Mein Leben mit Amanda (2018) heißen die beiden Tennisspieler, die im Filmfinale in Wimbledon gegeneinander antreten, „McLennan (AUS)“ und „Forster (USA)“. Ein Song der Go-Betweens ist in diesem Film auch im Plattenladen zu hören.